# Oued Jdida
Oued Jdida  (in arabo واد الجديدة‎?) è un centro abitato e comune rurale del Marocco situato nella prefettura di Meknès, regione di Fès-Meknès. Conta una popolazione di 14 935 abitanti (censimento 2014).